# Coppa Italia 2025/2026
Pohárový ročník Coppa Italia 2025/2026 bude 79. ročník italského poháru ve fotbale. Soutěž začne 9. srpna 2025 a skončí 13. května 2026. Zúčastní se jí 44 klubů ze soutěží Serie A, Serie B, Serie C.
Obhájce z minulého ročníku je Boloňa.

## Zúčastněné kluby v tomto ročníku
| Hrají od osmifinále Kluby ze Serie A | Hrají od 1. kola Kluby ze Serie A a ze Serie B | Hrají od předkola Kluby ze Serie B a ze Serie C |
| ------------------------------------ | ---------------------------------------------- | ----------------------------------------------- |
| Bologna FC 1909                      | AC Milán                                       | Calcio Padova                                   |
| SSC Neapol                           | Como 1907                                      | US Avellino 1912                                |
| FC Inter Milán                       | Turín FC                                       | Virtus Entella                                  |
| Atalanta BC                          | Udinese Calcio                                 | Delfino Pescara 1936                            |
| Juventus FC                          | Janov CFC                                      | L.R. Vicenza                                    |
| AS Řím                               | Hellas Verona FC                               | SS Audace Cerignola                             |
| ACF Fiorentina                       | Cagliari Calcio                                | Ternana Calcio                                  |
| SS Lazio                             | Parma Calcio 1913                              | Rimini FC                                       |
|                                      | US Lecce                                       |                                                 |
|                                      | US Sassuolo Calcio                             |                                                 |
|                                      | Pisa SC                                        |                                                 |
|                                      | US Cremonese                                   |                                                 |
|                                      | Empoli FC                                      |                                                 |
|                                      | Benátky FC                                     |                                                 |
|                                      | AC Monza                                       |                                                 |
|                                      | Spezia Calcio                                  |                                                 |
|                                      | SS Juve Stabia                                 |                                                 |
|                                      | US Catanzaro 1929                              |                                                 |
|                                      | Cesena FC                                      |                                                 |
|                                      | Palermo FC                                     |                                                 |
|                                      | SSC Bari                                       |                                                 |
|                                      | FC Südtirol                                    |                                                 |
|                                      | Modena FC 2018                                 |                                                 |
|                                      | Carrarese Calcio 1908                          |                                                 |
|                                      | AC Reggiana 1919                               |                                                 |
|                                      | Mantova 1911                                   |                                                 |
|                                      | Frosinone Calcio                               |                                                 |
|                                      | UC Sampdoria                                   |                                                 |

## Zápasy

### předkolo
Hrálo se 9. a 10. srpna 2025.
| Domácí           | Výsledek | Hosté    |
| ---------------- | -------- | -------- |
| Virtus Entella   | 4:0      | Ternana  |
| Padova           | 0:2      | Vicenza  |
| Audace Cerignola | 1:0      | Avellino |
| Pescara          | 1:0      | Rimini   |

### 1. kolo
Hrát se bude 15.–18. srpna 2025.
| Domácí           | Výsledek          | Hosté          |
| ---------------- | ----------------- | -------------- |
| Empoli           | 1:1 (3:0 na pen.) | Reggiana       |
| Sassuolo         | 1:0               | Catanzaro      |
| Lecce            | 2:0               | Juve Stabia    |
| Janov            | 3:0               | Vicenza        |
| Benátky          | 4:0               | Mantova        |
| Como             | 3:1               | Südtirol       |
| Cagliari         | 1:1 (5:4 na pen.) | Virtus Entella |
| Crenonese        | 0:0 (4:5 na pen.) | Palermo        |
| Monza            | 0:1               | Frosinone      |
| Parma            | 2:0               | Pescara        |
| Cesena           | 0:0 (1:2 na pen.) | Pisa           |
| Milán            | 2:0               | Bari           |
| Audace Cerignola | 1:1 (2:4 na pen.) | Verona         |
| Spezia           | 1:1 (4:2 na pen.) | Sampdoria      |
| Udinese          | 2:0               | Carrarese      |
| Turín            | 1:0               | Modena         |